# Leptochilus decurrens
Leptochilus decurrens är en stensöteväxtart som beskrevs av Bl. Leptochilus decurrens ingår i släktet Leptochilus och familjen Polypodiaceae. Inga underarter finns listade.